# Üvöltő negyvenesek

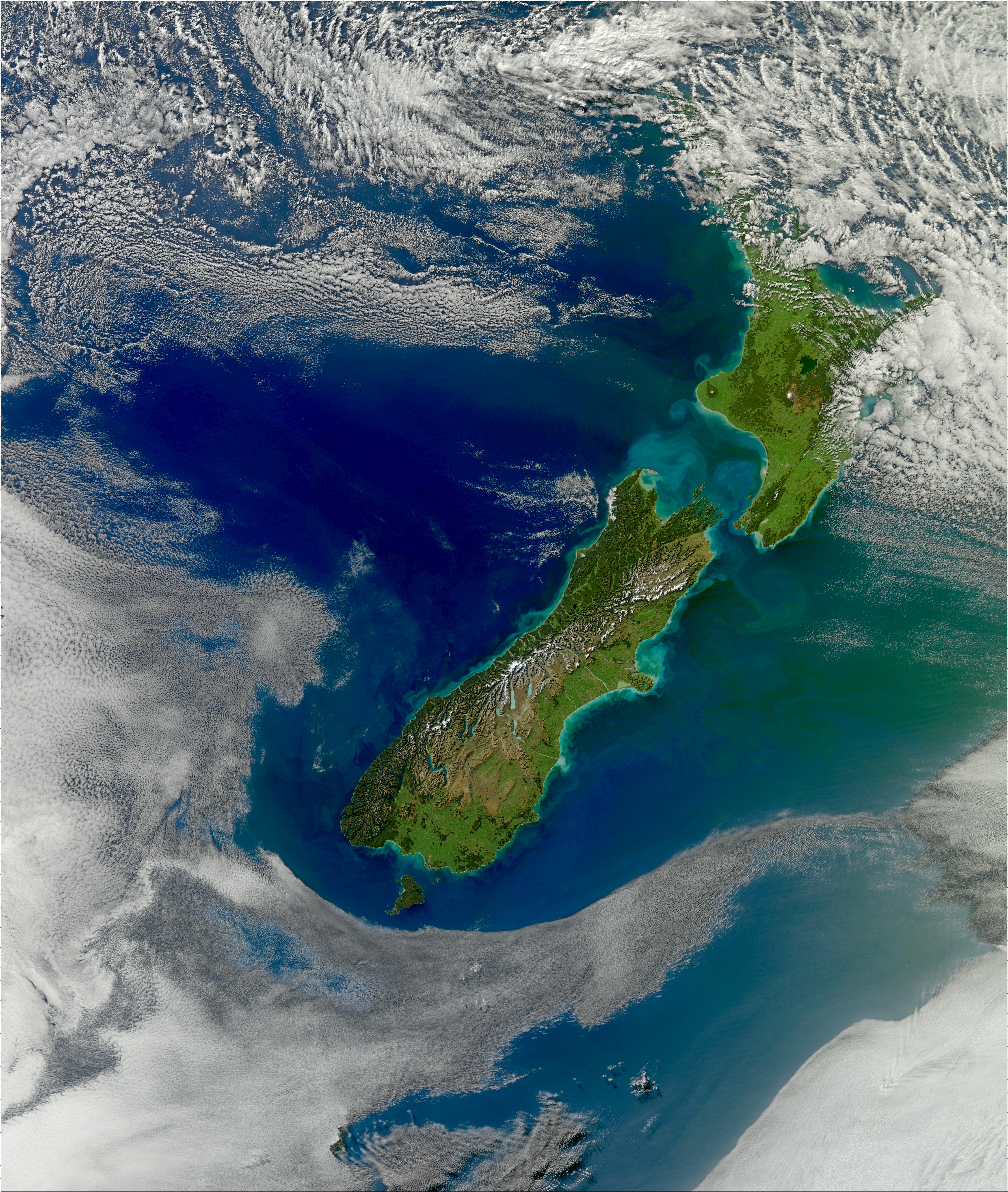
Az üvöltő negyvenesek a Cook-szorosnál, Új-Zélandon magas hullámokat vetnek, amelyek erodálják a parszakaszt.

Az üvöltő negyvenesek (angolul: Roaring Forties), a déli féltekén, általában a 40° és 50° déli szélesség között uralkodó erős, nyugati szelek összefoglaló neve. Az erős, nyugatról kelet felé tartó légáramlást, a levegő Egyenlítőtől a Déli-sark felé tartó mozgásának, a Föld forgásának és a szelet akadályozó földterületek hiányának együtthatása okozza.
Az üvöltő negyvenesek a vitorláshajók korában nagy segítséget jelentettek a Brouwer-útvonalon, Európából Kelet-Indiába vagy Ausztráliába tartó hajóknak, azonban a földkerülő utakon és versenyeken manapság is gyakran használják ki az erejét. Az üvöltő negyvenesek határai változóak, az évszaktól függően északra vagy délre tolódhatnak. A délebbre uralkodó hasonló, de még erősebb és veszélyesebb szeleket tomboló ötveneseknek (angolul: Furious Fifties) és rikoltó hatvanasoknak (angolul: Shrieking Sixties vagy Screaming Sixties) nevezik.

## A jelenség tudományos magyarázata

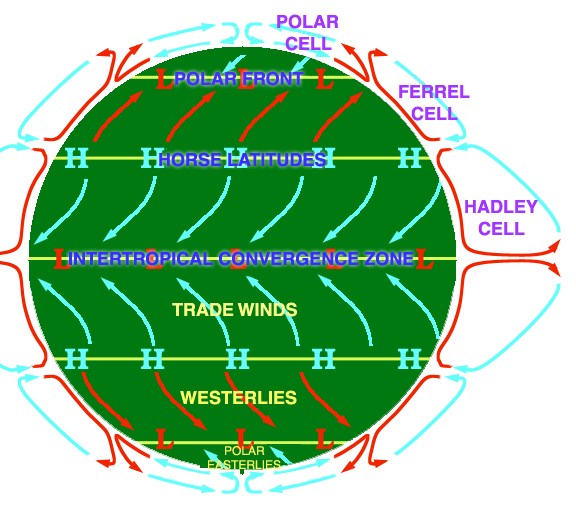
A három nagy cirkulációs cella és a földfelszíni szelek modellje

A Hadley-cella néven ismert légköri áramlás folytán az Egyenlítőnél 10–15 km magasságba felszálló meleg légtömegek a sarkok felé áramlanak, majd a szubtropikus, nagynyomású északi és déli 30° szélesség környékén leszállnak a felszín felé. A leszálló légtömegek a földfelszín közelében (az ún. Ferrel-cellában) továbbhaladnak a sarkok felé, majd a 60° szélesség környékén, az ún. sarki örvényt elérve, ismét a magasba emelkednek. Ez a 30° és 60° szélességek közötti légköri cirkuláció és a Föld forgása nyugatról kelet felé mozgatja a légtömegeket, nyugati szeleket hozva létre.
Az északi féltekével ellentétben a déli féltekén a 40° szélesség vonalában a nyílt óceáni területek találhatók, melyeket csak Új-Zéland, Tasmánia és Dél-Amerika legdélebbi területei szakítanak meg, nagyobb szélerősség kialakulását teszik lehetővé.
A Déli-sarkhoz közelebb eső, hasonló szélviszonyokat az 50° és 60° déli szélesség között tomboló ötveneseknek (angolul: Furious Fifties), a 60° déli szélességen túl pedig rikoltó hatvanasoknak (angolul: Shrieking Sixties vagy Screaming Sixties) nevezik.
Ezeknek a szeleknek a szélességi tartománya nem állandó; nyáron a Déli-sark, télen pedig az Egyenlítő felé tolódnak.

## Használata a hajózásban

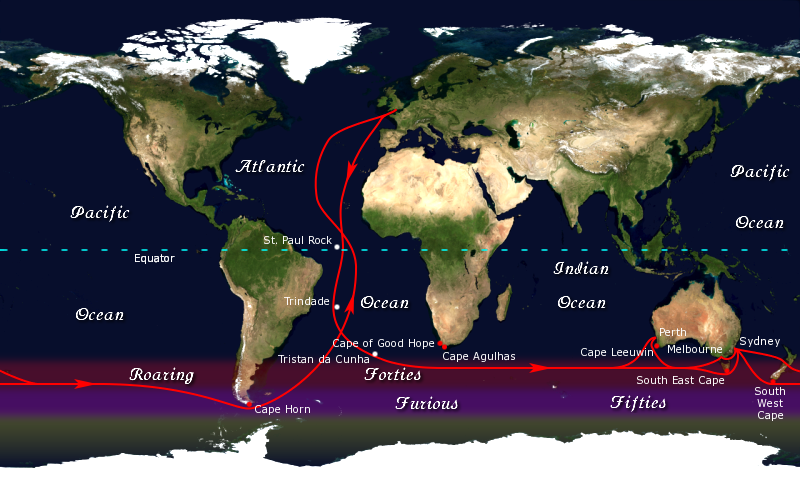
A Clipper-útvonal (a Brouwer-útvonal változata), amelyen Európából Ausztráliába hajóztak az üvöltő negyvenesek kihasználásával

A vitorláshajók korában, 1611-től az Európából Kelet-Indiába vagy Ausztráliába tartó hajók Afrika nyugati partjai mentén dél felé hajóztak, majd a Jóreménység fokát megkerülve az üvöltő negyvenesek erejét kihasználva gyorsították fel az Indiai-óceánon való átkelést. A visszaút során kelet felé indulva szelték át a Csendes-óceánt és a Horn-fokot megkerülve, Dél-Amerika keleti partjai mentén haladtak észak felé, Európába. Ezt az útvonalat először Hendrik Brouwer holland felfedező használta, 1611-ben, melynek során a korábbi utazási idő fele alatt ért Európából Jáva szigetére. Az útvonalat ennek alapján később Brouwer-útvonalnak nevezték.
Az üvöltő negyvenesek sebességét a világ körüli vitorlásversenyek és rekordkísérletek során manapság is előszeretettel használják, hogy nagyobb utazósebességet érjenek el.

## Fordítás
- Ez a szócikk részben vagy egészben  a   Roaring Forties című angol Wikipédia-szócikk ezen változatának fordításán alapul.  Az eredeti cikk szerkesztőit annak laptörténete sorolja fel. Ez a jelzés csupán a megfogalmazás eredetét és a szerzői jogokat jelzi, nem szolgál a cikkben szereplő információk forrásmegjelöléseként.